# Макколлум, Майкл
Майкл Аллен Макколлум (англ. Michael Allen McCollum; 1946 год, Финикс, Аризона, США) — американский писатель-фантаст и аэрокосмический инженер. Является выпускником Университета штата Аризона, где учился по направлению аэрокосмической инженерии, а также атомной энергетики.

## Карьера инженера
Работает в компании Honeywell, в штате Аризона. Занимает должность главного инженера одного из отделов. В своей жизни трудился над конструкцией ядерного двигателя предшественника Спейс шаттла, участвовал в создании нескольких управляемых ракет, приложил руку к МКС, а также участвовал в разработке множества современных самолётов. Принимал участие в создании совместного американо-российского аэрокосмического предприятия, много путешествовал по России.

## Карьера писателя
Параллельно со своей инженерной деятельностью Майкл Макколлум также является успешным писателем-фантастом. Из-под его пера вышли несколько книжных серий. Пожалуй самая известная — «Антарес», про борьбу людей с инопланетной расой. Автор нескольких рассказов, опубликованных в разных журналах, в том числе в популярном Asimov’s Science Fiction. Его произведения переведены на немецкий, японский, русский и некоторые другие языки.

## Личная жизнь
Женат. Жену зовут Кэтрин. Трое детей: Роберт, Майкл и Элизабет.

## Интересные факты
Является владельцем одного из первых в интернете магазинов по продаже электронных книг.